# Todas las mujeres son muchas
Todas las mujeres son muchas es una novela del escritor argentino Daniel E. Herrendorf (1965). Llamó la atención de la crítica por un novedoso "subrealismo mágico", definido como un paso adicional después del realismo del boom latinoamericano.

## La trama
Una casual y larga caminata de mujeres empobrecidas y maltratadas por sus hombres culmina, misteriosamente, en una larguísima marcha de meses escapando de sus pueblos y ciudades con sus hijos pequeños.
A la marcha insólita se suman mujeres de toda Latinoamérica, cada una con una historia asombrosa de maltratos y pesares. La descripción de las mujeres es clave, pues se cifran en cada caso sus vestimentas extrañas, costumbres insólitas y características regionales deliberadamente exageradas por el autor.
En este sentido la novela descifra usos y hábitos latinoamericanos, con específicas descripciones de ropas y objetos rutilantes, un colorido lenguaje regional propio de cada país americano y hechos inspirados por ancestros aborígenes. 
La marcha de mujeres terminará en un colosal y exuberante “Congreso de Mujeres” que -en suma- consiste en habitar una isla en la cual construyen la Ciudad de las Mujeres, un sitio mágico que recuerda la célebre película de Fellini.